# Сифилис
Сифилис је стечена или конгенитална полно преносива инфекција коју проузрокује бактерија бледа спирохета (лат. Treponema pallidum). Првенствено се преноси директним контактом са зараженом особом, која није свесне своје инфекције, најчешће полним контактом.  Постоји и конгенитални начин преношења спирохете са мајке на фетус током трудноће (у материци) или у току порођаја. Сифилис се не може пренети преко тоалетних дасака, квака, базена, топлих купки, када, позајмљене одеће или прибора за јело. У друге хумане болести које проузрокују бактерије сродне спирохети спадају; фрамбезија (подврста лат. pertenue), пинта (подврста лат. carateum), и бејел (подврста лат. endemicum).
Ране фаза сифилиса најчешће протиче без икаквих симптома. У неким случајевима, симптоми болести могу остати латентни и више година. Сифилистичне лезије се најчешће јављају на спољашњим гениталијама, вагини, чмару или завршном цреву (ректуму). Промене се такође могу јавити на уснама или у усној дупљи.
Знаци и симптоми сифилиса се разликују у зависности од стадијума у коме се болест налази (примарни, секундарни, латентни и терцијерни). Примарни стадијум се најчешће манифестује као солитарни шанкр (чврст, безболни чир који не сврби) Секундарни сифилис прати осип најчешће локализован по длановима и табанима. Латентни сифилис је са јако мало или без симптома. Терцијарни сифилис карактерише се гумозним променама, неуролошким и/или срчаним симптомима. Сифилис је, познат и као „велики имитатор“ због својих честих атипичних презентација.
Дијагноза сифилиса обично се поставља серолошким тестовима крви; или директним микроскопским прегледом размаза узоркованог материјала.
Сифилис, посебно када се рано открије, може бити успешно излечен као и све бактеријске инфекције. Болест се ефикасно може лечити антибиотицима, нарочито интрамускуларном применом пеницилина (који се даје и интравенски код неуросифилиса), или цефриаксоном. Код болесника који имају озбиљну алергију на пеницилин, лечење се спроводи пероралним уносом доксициклином или азитромицином.
| „ | Дугорочним праћењем инфицираних особа које нису лечене од сифилиса, уочено је да: 1/3 инфицираних током живота има латентну инфекцију, 1/3 има биолошко излечење (спонтано изгуби серолошку реактивност), а преостала 1/3 развије позне манифестације и компликације. | ” |

Након драматичног смањења болести, због велике доступности пеницилина 1940-их, стопа инфекције се све више повећала преласком у 21. век у многим земљама света, често здружена са вирусом хумане имунодефицијенције (ХИВ). Претпоставља се да је 12 милиона људи скраја 20. века (1999) било заражено сифилисом, при чему је више од 90% случајева регистровано у земљама у развоју. Та појава се делимично приписује небезбедном упражњавању секса међу мушкарцима који имају секс са мушкарцима, повећаним промискуитетом, проституцијом, и смањеним коришћењем заштите.

## Историјат
Није тачно познато порекло сифилиса. О томе постоји више хипотеза, од којих су најпознатије ;  ове две хипотезе које се помињу и као „колумбова“ односно „пре-колумбова" хипотеза.
- Према једној од две главне хипотезе, сифилис је пренесен у Европу по повратку посаде Кристифора Колумба са путовања у Америку. Ова тзв Колумбова хипотеза је највише подржана постојећим доказима.[7][8]
- Према другој, сифилис је постојао у Европи и раније, али није био препознат.

Први писани подаци о појави сифилиса у Европи забележени су 1494/1495. године у Напуљу, у Италији, за време француске инвазије. Након што је до његовог ширења дошло по повратку француских трупа, (па је у почетку болест била позната под називом „француска болест“').
Године 1530. назив „сифилис“ први пут употребио је италијански лекар и песник Ђироламо Фракасторо као име своје латинске песме написане у дактилском хексаметру, у којој описује „пустошења“ ове болести у Италији. Такође, кроз историју је коришћен и назив „велике богиње“.
Узрочника сифилиса, Трепонему палидум (лат. Treponema pallidum), први пут су идентификовали Фриц Шаудин и Ерих Хофман 1905. године.
Прву ефикасну терапију сифилиса (Салварсан) развио је 1910. године Паул Ерлих, након чега су уследила испитивања са пеницилином и потврда његове ефикасности 1943. године. Пре појаве ефикасног начина лечења, најчешће су коришћени жива и изолација, при чему је начин лечења често бивао лошији од саме болести.
Претпоставља се да су многе познате историјске личности, међу којима и; Франц Шуберт, Артур Шопенхауер, Едуар Мане и Адолф Хитлер, имале ову болест.
Ендемичног сифилиса је било и у нашим крајевима, као последица проласка војски, нпр. након Првог светског рата у селима око Ваљева,, у зеничком срезу, Хомољу.
Сифилис у уметничким и књижевним делима
Најраније уметничко дело у Европи које приказује оболелу особу од сифилиса је „Сифилитични мушкарац“ Албрехта Дирера, дрворез за кога се верује да представља Ландскнехте, северноевропске најамнике. Сматра се да мит о фаталној жени (фр. femme fatale) или „отровним женама“ 19. века, делимично потиче од „пустошења“ (масовних епидемија) која је изазвала ова болест, са класичним примерима у књижевности, укључујући и песму Џона Китса Лепа госпа без милости (фр. La Belle Dame sans Merci).
Уметник Јан ван дер Страет је насликао сцену која приказује једног богатог човека који као терапију за сифилис добија тропско гвајаково дрво, негде око 1580. године. Назив дела је „Припрема и употреба гвајаковог дрвета за лечење сифилиса“. То што је уметник одлучио да уврсти овај приказ у низ дела која славе Нови свет, указује колико је лечење сифилиса, ма колико неефикасно, било важно европској елити тога доба. Богатство боја и пуно детаља на слици која приказује четворицу слуга који припремају напитак док лекар посматра, кријући нешто иза леђа, а несрећни пацијент пије.
Један од најозлоглашенијих случајева сумњиве медицинске етике у Сједињеним Државама у 20. веку била је Таскеџи студија о сифилису. Студија је изведена у месту Таскеџи, Алабама, и подржала га је Служба за јавно здравље у Сједињеним Државама (енгл. U.S. Public Health Service, PHS) у сарадњи са Институтом Таскеџи. Студија је започета 1932. године, када је сифилис представљао широко распрострањен проблем и није било сигурног и ефикасног начина лечења. Студија је била осмишљена тако да мери прогресију нелеченог сифилиса. До 1947. пеницилин је потврђен као ефикасан лек за сифилис и почела је његова широка примена у лечењу ове болести. Међутим, руководиоци студије су наставили проучавања и нису понудили учесницима лечење пеницилином. Ово је предмет расправе, и по некима је пеницилин даван многим болесницима. Студија је трајала све до 1972.
Експерименти везани за сифили су такође извођени и у Гватемала од 1946. до 1948. Реч је о експериментима на људима, које су спонзорисале Сједињене Државе, а који су извођени за време владавине Хуан Хосе Аревала у сарадњи са неким гватемалским министрима здравља и службеницима. Лекари су инфицирали војнике, затворенике и менталне болеснике сифилисом и другим сексуално преносивим болестима, без претходног званичног пристанка од стране учесника, а онда их лечили антибиотицима. У октобру 2010. Сједињене Државе су се званично извиниле Гватемали због извођења ових експеримената.

## Епидемиологија
- без података
- <35
- 35-70
- 70-105
- 105-140
- 140-175
- 175-210
- 210-245
- 245-280
- 280-315
- 315-350
- 350-500
- >500

Верује се да је сифилисом инфицирано 12 милиона људи у 1999. години, при чему је више од 90% случајева било у земљама у развоју.
Он погађа између 700.000 и 1,6 милиона трудноћа годишње, доводећи до спонтаног побачаја, мртворођености и конгениталног сифилиса. Сифилис је задњих 10 година 21. века, био скоро искорењен у Норвешкој, али је сада поново постао уобичајенији. У више наврата долазило је до избијања заразе у Ослу међу мушкарцима који су имали сексуалне односе са другим мушкарцима. Болест се сада чешће појављује и међу хетерофилним особама. Сифилис је постао и уобичајен у бившим Совјетским републикама, у многим земљама у развоју и појединим великим градовима Сједињеним Америчким Државама. У подручју Подсахарске Африке, сифилис доприноси са око 20% перинаталној смрти.
Стопе сифилиса су пропорционално више међу онима особама које су корисници интравенских дрога, код инфицираних ХИВ-ом, као и код мушкараца који ступају у сексуалне односе са мушкарцима (ЛГБТ популација).
У Сједињеним Државама стопа сифилиса у 2007. години је била шест пута већа код мушкараца него код жена, док су 1997. године биле скоро једнаке. Хиспано особе чине скоро половину свих случајева оболелих од сифилиса у 2010. години у САД.
Сифилис је био веома чест у Европи током 18. и 19. века, да би у развијеним земљама почетком 20. века након масовне употребе антибиотика дошло је до наглог опадања броја инфекција. Такво стање је све до 1980-их и 1990-их, када се сифилис поново масовна јавља у појединим европским земљама. Од 2000. године стопе сифилиса су у порасту у САД, Канади, Уједињеном Краљевству (УК), Аустралији и Европи, првенствено међу мушкарцима који ступају у сексуалне односе са мушкарцима. Међутим, стопе сифилиса међу Американкама су остале стабилне у овом периоду, док су се код жена у УК стопе повећале, али у мањој мери него код мушкараца.
Дошло је до повећања стопа заражавања од сифилиса и међу хетеросексуалцима у Кини и Русији од 1990—их година. Ово се приписује несигурном сексуалном понашању, као што је сексуални промискуитет, проституција и смањена употреба заштитних средстава.
Уколико се не лечи, његов морталитет износи од 8% до 58%, са већом стопом смртности код мушкараца. Симптоми сифилиса су постали мање озбиљни током 19. и 20. века, једним делом због широко распрострањене доступности ефикасног начина лечења, а делимично због смањења вируленцује спирохета. Ако се рано почне са лечењем, нема много компликација. Сифилис повећава два до пет пута ризик од преношења ХИВ-а, а честе су и коинфекције (30–60% у неким урбаним срединама).

## Етиологија

### Бактериологија
Treponema pallidum подврста pallidum је спиралног облика, грам-негативна, високо покретна бактерија. У три сродна људска обољења које проузрокује сродна Treponema pallidum, спадају фрамбезија (подврста pertenue), пинта (подврста carateum) и бејел (подврстаendemicum). За разлику од подтипа pallidum, оне не проузрокују неуролошко обољење. Људи су једини познати као природни резервоар подврсте pallidum. Она није способна да преживи без домаћина више од неколико дана. То је због њеног малог генома (1,14 MDa) који не успева да дешифрује метаболичке путеве неопходне за већину макронутријената.Има споро време удвостручавања које је дуже од 30 сати.

### Путеви преношења заразе
Сифилис се преноси првенствено сексуалним контактом или током трудноће с мајке на фетус; спирохета може да прође кроз неоштећену слузокожу или угрожену кожу. Тако се преноси пољупцем у близини лезије, као и оралним, вагиналним или аналним сексом. Приближно 30 до 60% оних који су изложени примарном или секундарном сифилису ће оболети. Његова инфективност се види у чињеници да појединац који је вакцинисан са само 57 организама има шансу од 50% да се зарази. Већина (60%) нових случајева у Сједињеним Државама се јавља код мушкараца који имају секс са мушкарцима. Може се пренети преко крвних производа. Међутим, они су испитани у многим земљама те су нискоризични. Изгледа да је ризик за преношење путем дељења игала ограничен. Сифилис се не може добити преко седишта тоалета, свакодневних активности, џакузија, или дељењем прибора за јело или одеће.

## Клиничка слика
Сифилис се може испољити у једном од четири различита стадијума: примарни, секундарни, латентни и терцијерни, а може се јавити и као конгенитални облик сифилиса. Сер Вилијам Ослер га је назвао „великим имитатором“ због различитих видова презентације.

### Примарни стадијум
Примарни сифилис се обично добија директним полним контактом са инфицираним лезијама друге особе. Приближно 3 до 90 дана након првог излагања (у просеку 21 дана) лезија коже, која се назива шанкр, појављује се на месту додира. То је класично (40% времена) један, чврст, безболан чир који не сврби са чистом основом и оштрим границама величине од 0,3 до 3,0 cm. Лезија, међутим, може узети било коју форму. Код класичне форме, развија се из макуле у папулу и најзад у ерозију или чир. Повремено могу бити присутне вишеструке лезије (~40%), при чему су вишеструке лезије чешће код коинфицираних ХИВ-ом. Лезије могу бити болне или осетљиве (30%), и могу се појавити на спољашњим гениталијама (2–7%). Најчешће место код жена је грлић материце (44%), пенис код хетеросексуалних мушкараца (99%), и релативно често код мушкараца који имају секс са мушкарцима анално и ректално (34%). Лимфни чвор је често увећан (80%) око инфициране површине, што се појављује седам до 10 дана пре формирања шанкра.Лезија може трајати три до шест недеља ако се не лечи.

### Секундарни стадијум
Секундарни сифилис се јавља у просеку четири до десет недеља након примарне инфекције. Иако је познато да се секундарна болест може испољити на много различитих начина, симптоми најчешће укључују кожу, слузокожу, и лимфне чворове. Може постојати симетричан, црвенкасто-ружичасти осип који не сврби по трупу и екстремитетима, укључујући дланове и табане. Осип може постати макулопапуларан или пустуларан. Може формирати равне, широке, беличасте лезије налик на брадавице познате као кондилома латум на слузокожи. Све ове лезије представљају уточиште за бактерије и инфективне су. У друге симптоме спадају грозница, упала грла, малаксалост, губитак тежине, губитак косе, и главобоља. У ређе манифестације спадају хепатитис, обољењебубрега, артритис, периоститис, оптички неуритис, увеитис, и интерстицијални кератитис. Акутни симптоми се обично повлаче након три до шест недеља; међутим, код око 25% људи се може испољити рецидив секундарних симптома. Многи људи код којих је присутан секундарни сифилис (40–85% жена, 20–65% мушкараца) не пријављују да су претходно имали класични шанкр примарног сифилиса.

### Латентни (прикривени) стадијум
Латентни сифилис се дефинише као онај који има серолошки доказ инфекције без симптома обољења. Даље се описује као рани (мање од 1 године након секундарног сифилиса) или као касни (више од 1 године након секундарног сифилиса) у Сједињеним Државама. Уједињено Краљевство користи границу од две године за рани или касни латентни сифилис. Рани латентни сифилис може имати релапс симптома. Касни латентни сифилис је асимптоматски, и није заразан као рани латентни сифилис.

### Терцијерни стадијум
Терцијерни сифилис се може јавити у просеку 3 до 15 година након иницијалне инфекције, и може се поделити на три различита облика: гуматозни сифилис (15%), касни неуросифилис (6,5%), и кардиоваскуларни сифилис (10%). Без лечења, код трећине инфицираних се развија терцијерно обољење. Људи са терцијерним сифилисом нису инфективни.
Гуматозни сифилис или касни бенигни сифилис се обично јавља 1 до 46 година након иницијалне инфекције, у просеку 15 година. Овај стадијум карактерише формација хроничних гума, меких запаљенских лопти налик на тумор које се могу знатно разликовати по величини. Оне обично нападају кожу, кост и јетру, али се могу појавити било где.
Неуросифилис се односи на инфекцију која захвата централни нервни систем. Може се јавити рано, као асимптоматски или у облику сифилитичког менингитиса, или касно као менинговаскуларни сифилис, општа пареза, илитабес дорзалис, који је повезана са лошом равнотежом и оштрим боловима у доњим екстремитетима.Касни неуросифилис се обично јавља 4 до 25 година након иницијалне инфекције. Менинговаскуларни сифилис се презентује апатијом и конвулзијама, а општа пареза деменцијом и табес дорзали-сом. Такође, може постојати Аргил-Робертсонова зеница, обострана мала зеница која се сужава када се особа фокусира на блиске предмете, али се не сужава када је изложена јакој светлости.
Кардиоваскуларни сифилис се обично јавља 10–30 година након иницијалне инфекције. Најчешћа компликација је сифилитички аоритис, што може довести до формације анеуризма.

### Урођени облик сифилиса
Урођени сифилис се може јавити током трудноће или на порођају. Две трећине сифилисне одојчади се рађа без симптома. Чести симптоми који се развијају током првих пар година укључују:хепатоспленомегалију (70%), осип (70%), грозницу (40%), неуросифилис (20%), и пнеумонитис (20%).Ако се не лечи, касни конгенитални сифилис се може јавити код 40%, укључујући између осталог: деформацију седласти нос, Игуменакисов симптом, сабљасту тибију, или Клутонове зглобове.

## Дијагноза
Сифилис се клинички тешко дијагностикује у раној презентацији. Потврђује се испитивањем крви или непосредним визуелним прегледом уз коришћење микроскопа. Тестови крви се чешће користе, јер се лакше обављају. Дијагностички тестови, међутим, не могу да разликују стадијуме болести.
У дијагностичке тестове за доказивање сифилиса спадају:
1. Преглед материјала из шанкра (инфективни извор) директном детекцијом спирохете (микроскопијом у тамном пољу).
2. Анализа крви. Убрзо након што се инфекција јави, тело продукује антитела на спирохету која могу бити детектована тачном, сигурном и јефтином анализом крви. Низак ниво антитела ће остати у крви месецима или годинама, чак иако је болест успешно лечена. Свакој трудници је неопходно прегледати крв на сифилис. У анализе крви спадају:
- Детекција антилипоидних антитела (VDRL или RPR),
- Детекција антитела на спирохету из серума и ликвора (TPH, FTA – ABS i Western blot тестом).

3. Преглед ликовра
У Институту за јавно здравље Србије „Др Милан Јовановић Батут” од 1938. године ради Референтна лабораторија за дијагностику сифилиса, у којој све ове анализе могу обавити.

### Директно испитивање
Микроскопија на тамној подлози серумске течности из шанкра користити се као најбржи начин за постављање дијагнозе. Тестирање се мора обавити у року од 10 минута од добијања узорка. Осетљивост и специфичност теста је готово 80%, те се може користити за потврђивање дијагнозе али не и за искључивање исте.
Друга два теста која се могу извршити на узорку из шанкра су:
- Тест директног флуоресцентног антитела и тест амплификације нуклеинске киселине. Амплификација нуклеинске киселине користи технику, као што је ланчана реакција полимеразе, да детектује присуство одређених гена сифилиса.
- Директно флуоресцентно тестирање антитела означених флуоресцеином, који се везује за одређене сифилисне протеине.

Ови тестови, за разлику од микроскопије на тамној подлози, нису временски осетљиви, будући да им нису потребне живе бактерије за постављање дијагнозе.

### Тестови крви
Тестови крви се деле на: нетрепонемалне и трепонемалне тестове.
- Нетрепонемални тестови се користе у почетној дијагностици и укључују тестове за лабораторијског истраживања на венеричне болести (VDRL) или rapid plasma reagin (RPR). Међутим, будући да су ови тестови повремено лажно позитивни, потребно је потврдити налазе трепонемалним тестом. Лажно позитивни налази приликом нетрепонемалних тестова се могу јавити при неким виралним инфекцијама као што су варичела и мале богиње, као илимфома, туберкулоза, маларија, ендокардитис, болест везивног ткива, и трудноћа.[37]
- Трепонемалне тестови су аглутинација честица на трепонему палидум (TPHA) или тест флуоресцентне апсорпције трепонемалних антитела (FTA-Abs).[5] Тест на трепонемална антитела обично постаје позитиван два до пет недеља после иницијалне инфекције.[34]

### Тестови ликвора
Код неуросифилиса у дијагностици се користи преглед ликвора. Налазом великог броја леукоцита (углавномлимфоцита) и високог нивоа протеина у цереброспиналној течности у окружењу познате инфекције сифилисом доказује се постојање неуросифилиса код болесника.

## Терапија

### Ране инфекције
Први избор у лечењу некомпликованог сифилиса је појединачна интрамускуларна доза пеницилина Г или појединачна орална доза азитромицина. Доксициклин и тетрациклин су алтернативни избори; међутим, због ризика од дефеката при рођењу, они се не препоручују трудницама. А развила се и антибиотска резистенција на неке агенсе, укључујући макролиде, клиндамицин и рифампицин (рифампин). Цефтриаксон, трећа генерација антибиотика цефалоспорина, може бити подједнако ефикасан као и терапија на бази пеницилина.

### Касне инфекције
Код неуросифилиса, услед слабе пенетрације пеницилина Г у централни нервни систем, препорука је да се оболелим особама дају велике интравенске дозе пеницилина у периоду од најмање 10 дана. Ако је особа алергична, може се користити цефтриаксон или да се проба десензитизација на пеницилин. Остале врсте касних инфекција могу се лечити интрамускуларном применом пеницилина Г једном недељно у периоду од три недеље. У случају алергије, као и у почетној фази болести, могу се користити доксициклин или тетрациклин, чак и у дужем периоду. Лечење у овој фази ограничава даљу прогресију болести, али има само незнатан утицај на штету до које је већ дошло.

### Јариш-Херксхајмерова реакција
Један од потенцијалних нежељених ефеката лечења је Јариш-Херксхајмерова реакција. Она често почиње у року од сат времена и траје 24 часа, са симптомима грознице, болом у мишићима, главобољом и тахикардијом. Њени узрочници су цитокини које отпушта имуни систем као одговор на липопротеине ослобођене пуцањем бактерија сифилиса.

## Ток болести
Примарни стадијум: После три недеље, колико траје период инкубације, од заражења јавља се безболан чир који се назива тврди шанкр. Обично се јавља на гениталијама или близу места продора бактерије. Убрзо се јављају промене на околним лимфним жлездама које отекну, али су безболне. Мада се може десити да овај први стадијум прође без приметних симптома, посебно код жена јер се може десити да се овај чир сакрије у унутрашњости вагине тако да остане потпуно непримећен. У примарном стадијуму шанкр је јако заразан.
Секундарни стадијум: Овај стадијум се јавља између једне недеље и шест месеци, када почиње секундарни развој. До тада се бактерија проширила по целом организму. На кожи јављају оспе, најпре ружичасте, затим тамноцрвене и мрке, после којих долазе чворићи, а онда све то ишчезне.
Латентни стадијум: Након неколико година, обично 6-10, почиње терцијарни стадијум. У овој фази не постоје видљиви знаци болести, али бактерија је највероватније већ почела да напада срце, мозак и друге унутрашње органе.
Касни стадијум: У овој фази већ постоји нека од следећих болести: озбиљно срчано обољење, слепило, прогресивна парализа, чак и ментални поремећаји. У овој фази сифилис није преносив. Међутим, данас ретко ко долази у ову фазу захваљујући успешној примени медикамената.

## Превенција
У 2010. години још увек није постојала ефикасна превентивна вакцина. Апстиненција од интимног физичког контакта са инфицираном особом је ефикасна у смањењу преношења сифилиса, као и правилна употреба латекс кондома. Употреба кондома, међутим, не елиминише ризик у потпуности. Због тога Центар за контролу и превенцију болести (енгл. Centers for Disease Control and Prevention, CDC) препоручује дугорочни, узајамно моногамни однос са неинфицираним партнером и избегавање супстанци као што су алкохол и неких дрога које повећавају ризично сексуално понашање.
Конгенитални сифилис код новорођенчади се може спречити скринингом мајки током ране трудноће и лечењем оних које су инфициране. Радна група за процену превентивних медицинских услуга у Сједињеним Државама (енгл. United States Preventive Services Task Force, USPSTF) изричито препоручује универзални скрининг свих трудница, док Светска здравствена организација даје препоруку да се све жене тестирају при првој пренаталној посети, а онда поново у трећем триместру. Уколико су резултати позитивни, препорука је да се и њихови партнери подвргну лечењу. Међутим, конгенитални сифилис је још увек уобичајен у свету у развоју, пошто много жена уопште не добија пренаталну негу, а код оних које је добијају, пренатална нега не укључује скрининг, а још увек се повремено јавља и у развијеном свету, с обзиром на то да је код оних са највећом вероватноћом добијања сифилиса (употребом дрога, итд), најмања вероватноћа да ће добити негу током трудноће. Известан број мера за повећање приступачности тестирања показао се ефикасним у смањењу стопе конгениталног сифилиса у земљама са ниским и средњим дохотком.
Сифилис је болест која се мора пријавити у многим земљама, укључујући Канаду, Европску унију и Сједињене Државе. То значи да су здравствени радници дужни да обавесте органе јавног здравља, који ће у идеалном случају обезбедити обавештење партнера особе која је инфицирана. Лекари такође могу подстаћи пацијенте да упуте своје партнере да потраже здравствену негу. Центар за контролу и превенцију болести препоручује сексуално активним мушкарцима који ступају у сексуалне односе са мушкарцима да се тестирају барем једном годишње.